# Metalimnophila mirifica
Metalimnophila mirifica là một loài ruồi trong họ Limoniidae. Chúng phân bố ở miền Australasia.